# Nemanja Pavlović
Nemanja Pavlović (ur. 14 lipca 1991) – serbski zapaśnik walczący w stylu klasycznym. Zajął dziewiąte miejsce na mistrzostwach Europy w 2017. Mistrz śródziemnomorski w 2014, 2015 i 2016 roku.